# Moonah Classic
De Moonah Classic was een golftoernooi in Australië dat deel uitmaakte van de Australaziatische PGA Tour en de Nationwide Tour. Het toernooi werd opgericht in 2008 en werd sindsdien altijd gespeeld op de Moonah Links Golf Club in Melbourne, Victoria.
Het toernooi verving het Jacob's Creek Open Championship.

## Winnaars
| Jaar | Winnaar           | Score | Score | Info                                           |
| ---- | ----------------- | ----- | ----- | ---------------------------------------------- |
| 2008 | Ewan Porter       | 275   | –13   |                                                |
| 2009 | Alistair Presnell | 279   | –9    |                                                |
| 2010 | Jim Herman po     | 277   | –11   | Won de play-off van D.J. Brigman en Tee McCabe |

| Toernooirecord |  | po = winnaar na play-off |